# Definition
En definition är ett kortfattat, klart och tydligt angivande av vad något är till skillnad från allt 
annat. Definitioner är ett sätt att bestämma och avgränsa språkliga uttrycks betydelser. De spelar en stor roll i logisk analys.

## Element
Elementen i en definition är definiendum (latin för ”det som ska definieras”) och definiens (latin för ”det som definierar”).
I satsen "ett fordon är ett hjälpmedel för transport över land", är definiendum "fordon" och definiensen "hjälpmedel för transport över land".

## Typer av definition
En definition kan vara av flera slag:
| Definitionstyp          | Beskrivning                                                                | Exempel                                                                                                 |
| ----------------------- | -------------------------------------------------------------------------- | --- |
| Stipulativ definition   | Då ett ord används i en viss beskriven bemärkelse                          | Med x avses y                                                                                           |
| Nominaldefinition       | Definition per konvention                                                  | Pascal är newton per kvadratmeter (för fler exempel, se "SI (härledd enhet)")                           |
| Realdefinition          | Definition av faktum                                                       | Aristoteles definition av människan som förnuftigt djur                                                 |
| Persuasiv definition    | Definition av laddade eller omtvistade termer innehållande emotiva utsagor | Demokrati är kollektivt ägande av produktionsmedlen                                                     |
| Ostensiv definition     | Definition genom utpekande                                                 | Det där är en cykel, kombinerat med en gest mot nämnda föremål                                          |
| Rekursiv definition     | Definition som innehåller eller refererar till det som definieras självt   | |
| Induktiv definition     |                                                                            | |
| Teoretisk definition    |                                                                            | |
| Operationell definition | Avgränsning med praktiskt användbara kriterier                             | Som hypertoni räknas systoliskt blodtryck >140 eller diastoliskt blodtryck > 90 vid upprepade mätningar |

En annan indelning är:
| Definitionstyp          | Beskrivning | Exempel |
| ----------------------- | --- | --- |
| Intensionell definition | Begrepp definieras utifrån sin intension, som består av ett överordnat begrepp (Aristoteles: genus), och särskiljande kännetecken (Aristoteles: differentiae) | Bakteriell lunginflammation är en inflammation, orsakad av bakterier, belägen i lungan.                             |
| Extensionell definition | Definition genom uppräkning av underordnade begrepp | Rörelseapparaten består av armar, ben och ryggrad och dess ingående delar (t.ex. halsrygg, händer, skuldra, höfter) |

Huruvida allt kan definieras är omstritt. G.E. Moore hävdar att vissa begrepp är enkla, omöjliga att spjälka upp i beståndsdelar, till exempel det goda eller det sköna. Kant talar om a priori respektive a posteriori, där aprioriska kategorier ej kan definieras.

## Juridik

### Legaldefinition
Inom juridiken och rätten (latin lege) förekommer begrepp och ord som inte nödvändigtvis har samma betydelse som deras motsvarigheter i vardagligt tal. Eftersom juridik oundvikligen handlar om språkhantering väljer lagstiftare därför ibland att i rättsakter ta med legaldefinitioner som förklarar hur ett begrepp som förekommer i den aktuella lagtexten ska förstås vid tillämpningen av den lagen. Ett exempel är legaldefinitionen av personuppgifter i artikel 4.1 GDPR eller legaldefinitionen av konsument i 1 kapitlet 2 § konsumentköplagen (2022:260).